# Елизавета Пфальц-Нейбургская
Елизавета Августа София Пфальцская (нем. Elisabeth Auguste Sofie von der Pfalz; 17 марта 1693 — 30 января 1728) — принцесса Пфальц-Нейбург, в браке — пфальцграфиня Пфальц-Зульцбахская.

## Биография
Елизавета Августа София Пфальцская была единственным ребёнком в семье курфюрста Пфальца Карла III Филиппа из линии Пфальц-Нейбург и его первой супруги Людовики Каролины и единственным ребёнком курфюрста, дожившим до совершеннолетия. Из династических соображений в 1717 году она была отцом выдана замуж за принца Иосифа Карла, объявленного наследником Карла Филиппа. Таким образом, Иосиф Карл должен был объединить виттельсбахские ветви Пфальц-Нейбург и Пфальц-Зульцбах. Старший сын, родившийся в этом браке, должен был унаследовать титул курфюрста Пфальца, однако все родившиеся у Иосифа Карла и Елизаветы сыновья скончались ещё в детстве. Сама Елизавета умерла в 1728 году вследствие неудачных родов. Однако род Виттельсбахов был продлён благодаря её дочерям Елизавете Августе и Марии Франциске.
Елизавета Пфальцская похоронена в церкви Св. Михаила в Мюнхене.

## Дети
- Карл Филипп Август (* 17 марта 1718; † 31 марта 1718)
- Иннокентия Мария (*/† 7 мая 1719)
- Елизавета Мария Августа (* 17 января 1721; † 17 августа 1794) — замужем за курфюрстом Баварии и Пфальца Карлом Теодором
- Мария Анна Пфальц-Зульцахская (* 22 июня 1722; † 25 апреля 1790) — замужем (1742) за принцем Баварии Клеменсом Францем Баварским
- Мария Франциска Доротея Пфальц-Зульцбахская (* 15 июня 1724; † 15 ноября 1794) — замужем за герцогом Пфальц-Биркенфельда Фридрихом Михаэлем. Из этой линии происходят баварские короли вплоть до 1918 года.
- Карл Август (* 24 ноября 1725; † 30 января 1728)
- мертворожденный сын (*/† 30 января 1728)